# Manno
Manno é uma comuna da Suíça, no Cantão Tessino, com cerca de 1.087 habitantes. Estende-se por uma área de 2,4 km², de densidade populacional de 453 hab/km². Confina com as seguintes comunas: Alto Malcantone, Bioggio, Cadempino, Gravesano, Lamone, Vezia.
A língua oficial nesta comuna é o Italiano.